# Łużek Górny (przystanek kolejowy)
Łużek Górny (ukr. Верхній Лужок) – przystanek kolejowy w miejscowości Łużek Górny, w rejonie samborskim, w obwodzie lwowskim, na Ukrainie. Położony jest na linii Sambor – Czop.